# مرغ تقلیدگر ابروگچی
مرغ تقلیدگر ابروگچی (نام علمی: Mimus saturninus) پرنده‌ای از تیرهٔ مقلدمرغان (Mimidae) است. در برزیل، بولیوی، آرژانتین، پاراگوئه، سورینام و اروگوئه یافت می‌شود.

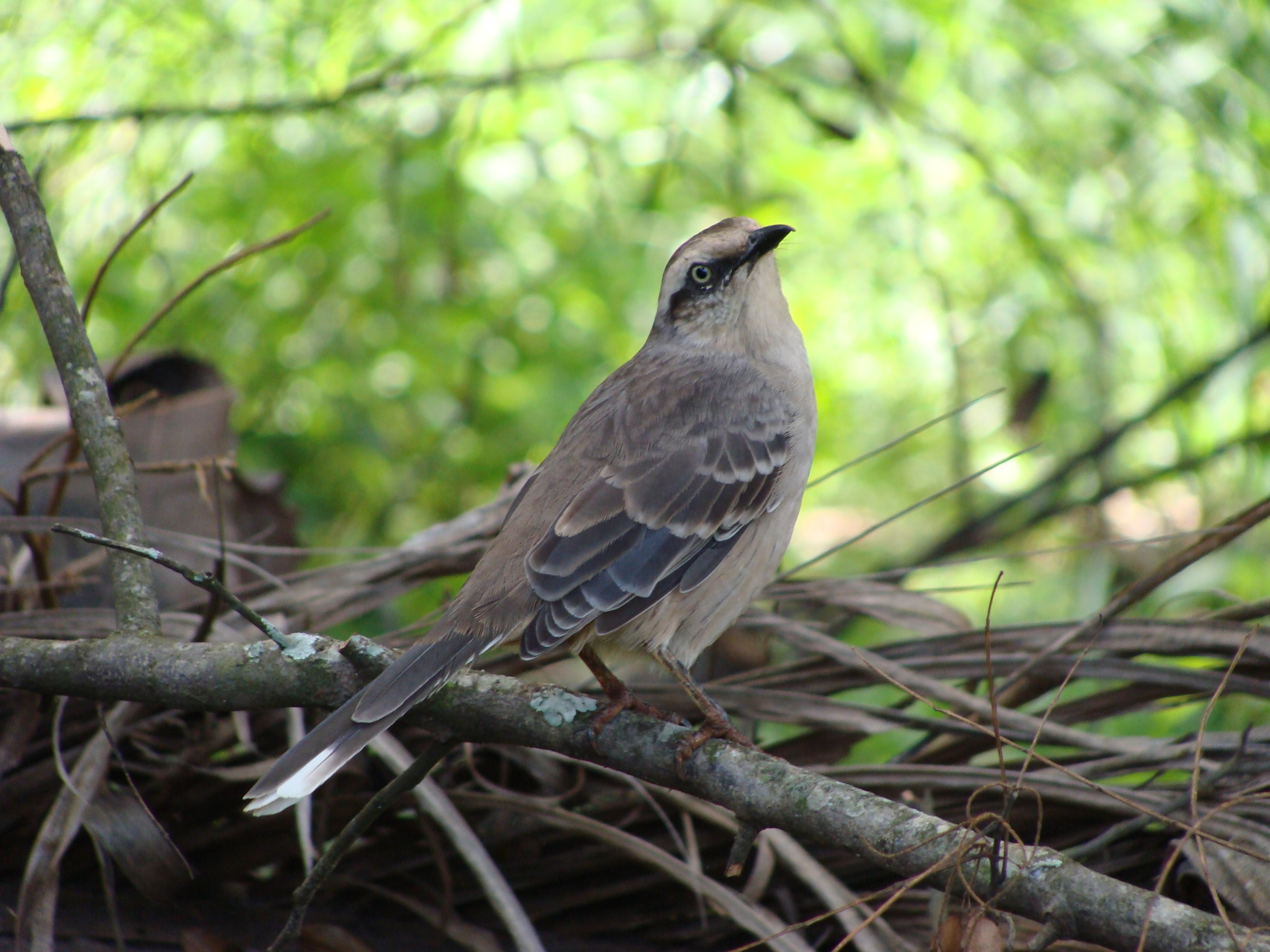
مرغ تقلیدگر ابروگچی در دانشگاه سائوپائولو، پردیس ریبرآ پرتو، برزیل